# Erland Olauson
Erland Olauson, född 7 januari 1949, är en svensk jurist, fackföreningsperson och politiker för socialdemokraterna.
Olauson var förste vice ordförande och avtalschef för LO 2003-2008.
Han var 2011–2018 kommunstyrelsens ordförande i Valdemarsviks kommun.